# Komitat Fogaras
Komitat Fogaras (węg. Fogaras vármegye, rum. Comitatul Făgăraș) – komitat Królestwa Węgier, leżący na terenie Siedmiogrodu. W 1910 roku liczył 95 174 mieszkańców, a jego powierzchnia wynosiła 2433 km². Jego stolicą był Fogarasz.
Graniczył z komitatami Szeben, Nagy-Küküllő i Brassó.
W wyniku podpisania traktatu w Trianon w 1920 roku obszar komitatu znalazł się w granicach Królestwa Rumunii.